# (204873) FAIR
(204873) FAIR es un asteroide perteneciente al cinturón de asteroides, descubierto el 17 de septiembre de 2007 por Erwin Schwab y  Rainer Kling desde el Observatorio Taunus, Fráncfort del Meno, Alemania.

## Designación y nombre
Designado provisionalmente como 2007 SW1. Fue nombrado por el Centro para la Investigación de Antiprotones e Iones (FAIR), un centro científico internacional para el estudio de los componentes básicos de la materia y la evolución del universo. FAIR es un sistema de aceleradores de partículas ubicado en el Helmholtzzentrum für Schwerionenforschung en Darmstadt.

## Características orbitales
FAIR está situado a una distancia media del Sol de 2,526 ua, pudiendo alejarse hasta 2,836 ua y acercarse hasta 2,216 ua. Su excentricidad es 0,123 y la inclinación orbital 2,967 grados. Emplea 1466,47 días en completar una órbita alrededor del Sol.

## Características físicas
La magnitud absoluta de FAIR es 16,96. 